# Provincia de Suō
La provincia de Suō (周防国 Suō-no-kuni?) fue una provincia japonesa que en la actualidad correspondería a la parte oriental de la prefectura de Yamaguchi. Suō limitaba con las provincias de Aki, Iwami y Nagato. Formaba parte del circuito del San'yōdō. Su nombre abreviado era Bōshū (防州?).
La capital provincial (kokufu) estaba en la ciudad de Hōfu y el Tamanoya jinja fue designado como el principal santuario sintoísta (ichinomiya) para la provincia. Suō fue gobernado durante gran parte del período Muromachi por el clan Ōuchi, que construyó un castillo en Yamaguchi. Durante el período Sengoku fue conquistado por el clan Mōri, y fue gobernado remotamente por ellos durante gran parte del período Edo.